# Nuenen, Gerwen en Nederwetten
Nuenen, Gerwen en Nederwetten (anhörenⓘ) ist eine Gemeinde in der niederländischen Provinz Noord-Brabant. Sie wird auch einfach Nuenen oder auch Nuenen c.a. genannt, wobei c.a. cum annexis („mit Anhang“) bedeutet.

## Van Gogh
Nuenen verdankt seine Bekanntheit Vincent van Gogh, der dort einige Zeit wohnte und arbeitete. Aus dieser sogenannten Nuenenschen (auch Holländischen) Periode stammt eines seiner bekanntesten Bilder, Die Kartoffelesser (De Aaardappeleters).

## Priesterbruderschaft Sankt Pius X.
Die Priesterbruderschaft St. Pius X. – eine Priestervereinigung katholischer Traditionalisten – hat in Gerwen den Sitz ihrer niederländischen Priorei.

## Ortsteile
Eeneind, Gerwen, Nederwetten, Nuenen (Rathaus), Olen, Opwetten und Stad van Gerwen.

## Politik
Die Lokalpartei W70 Nuenen, Gerwen, Nederwetten & Eeneind gewann die letzte Kommunalwahl im Jahr 2022 mit 28,36 Prozent aller Stimmen und ist damit seit 2010 unangefochtener Wahlsieger. Sie bildete in der Legislaturperiode 2018–2022 eine Koalition mit CDA, GroenLinks und SP.

### Gemeinderat
Der Gemeinderat wird seit 1982 folgendermaßen gebildet:
| Partei                                    | Sitze | Sitze | Sitze | Sitze | Sitze | Sitze | Sitze | Sitze | Sitze | Sitze | Sitze |
| Partei                                    | 1982  | 1986  | 1990  | 1994  | 1998  | 2002  | 2006  | 2010  | 2014  | 2018  | 2022  |
| ----------------------------------------- | ----- | ----- | ----- | ----- | ----- | ----- | ----- | ----- | ----- | ----- | ----- |
| W70 Nuenen, Gerwen, Nederwetten & Eeneind | 4     | 4     | 5     | 5     | 3     | 4     | 3     | 4     | 4     | 6     | 6     |
| GroenLinks                                | –     | –     | –     | –     | –     | –     | –     | –     | 1     | 2     | 4     |
| PvdA                                      | 1     | 3     | 2     | 2     | 2     | 2     | 4     | 3     | 1     | 2     | 4     |
| PPR                                       | 0     | 3     | 2     | –     | –     | –     | –     | –     | –     | –     | –     |
| PSP                                       | 0     | –     | –     | –     | –     | –     | –     | –     | –     | –     | –     |
| VVD                                       | 2     | 2     | 2     | 1     | 3     | 2     | 2     | 2     | 3     | 3     | 3     |
| D66                                       | 1     | 1     | 1     | 2     | 1     | 1     | 0     | 2     | 3     | 2     | 2     |
| Lijst Nuenen Lokaal                       | –     | –     | –     | –     | –     | –     | 0     | –     | –     | –     | –     |
| Combinatie Nuenen c.a. a                  | –     | –     | –     | –     | –     | 3     | 4     | 3     | 1     | 1     | 2     |
| CDA                                       | 4     | 3     | 2     | 2     | 3     | 3     | 3     | 3     | 2     | 2     | 1     |
| Lijst Pijs                                | –     | –     | –     | –     | –     | –     | –     | –     | 1     | 0     | 1     |
| SP                                        | –     | –     | –     | –     | –     | –     | –     | –     | 2     | 1     | –     |
| Nuenens Belang                            | –     | –     | –     | –     | 1     | 3     | 3     | 2     | 1     | 0     | –     |
| Verenigd Nuenen c.a.                      | 3     | 4     | 5     | 5     | 3     | 1     | 0     | –     | –     | –     | –     |
| Gemeenschappelijk Belang ’74 a            | 2     | 2     | 2     | 2     | 2     | –     | –     | –     | –     | –     | –     |
| Lijst Van Bree a                          | –     | –     | –     | –     | 1     | –     | –     | –     | –     | –     | –     |
| Gesamt                                    | 17    | 19    | 19    | 19    | 19    | 19    | 19    | 19    | 19    | 19    | 19    |

Anmerkungen

### College van B&W
Die Koalitionsparteien CDA, GroenLinks und W70 Nuenen, Gerwen, Nederwetten & Eeneind stellen dem College van burgemeester en wethouders (deutsch „Kollegium von Bürgermeister und Beigeordneten“) jeweils einen Beigeordneten bereit. Die SP hingegen wird im College nicht berücksichtigt. Folgende Personen gehören zum Kollegium:
| Funktion         | Name                     | Partei                                    | Anmerkung                                      |
| ---------------- | ------------------------ | ----------------------------------------- | ---------------------------------------------- |
| Bürgermeisterin  | Madeleine van Toorenburg | CDA                                       | kommissarisch; seit dem 2. Februar 2024 im Amt |
| Beigeordnete     | Ralf Stultiëns           | W70 Nuenen, Gerwen, Nederwetten & Eeneind | –                                              |
| Beigeordnete     | Joep Pernot              | GroenLinks                                | –                                              |
| Beigeordnete     | Caroline van Brakel      | CDA                                       | –                                              |
| Beigeordnete     | Hetty Tindemans          | –                                         | –                                              |
| Gemeindesekretär | Jan van Vlerken          | –                                         | seit Juli 2017 im Amt                          |

## Persönlichkeiten
- Paulus Schäfer (* 1978 in Gerwen), Gitarrist des Gypsy-Jazz